# Woltersdorfer Heide nördlich Wittenberg-Lutherstadt
Die Woltersdorfer Heide nördlich Wittenberg-Lutherstadt ist ein FFH-Gebiet in der Lutherstadt Wittenberg und der Stadt Zahna-Elster im Landkreis Wittenberg in Sachsen-Anhalt.

## Allgemeines
Das FFH-Gebiet ist circa 204 Hektar groß (beim Bundesamt für Naturschutz ist die Größe mit 200 Hektar angegeben). Das FFH-Gebiet überlagert sich zu einem großen Teil mit dem Landschaftsschutzgebiet „Wittenberger Vorfläming und Zahnabachtal“. Teile im Westen des FFH-Gebietes liegen außerhalb des Landschaftsschutzgebietes. Das FFH-Gebiet ist durch die Landesverordnung zur Unterschutzstellung der Natura 2000-Gebiete im Land Sachsen-Anhalt (N2000-LVO LSA) seit dem 21. Dezember 2018 rechtlich gesichert. Zuständige untere Naturschutzbehörde ist der Landkreis Wittenberg.

## Beschreibung
Das FFH-Gebiet liegt nördlich der Lutherstadt Wittenberg im Naturpark Fläming. Es umfasst von Heide und Trockenrasen eingenommene und von Wäldern umgebene Offenlandbereiche auf dem ehemaligen Standortübungsplatz Euper-Abtsdorf. Die Heideflächen sind stellenweise stark verbuscht. Ein Teil der Fläche wird von Pionierwäldern aus Hängebirke, Waldkiefer und Espe eingenommen. Die Wälder an den Rändern des FFH-Gebietes werden vielfach von Kiefernbeständen, stellenweise auch mit größeren Laubbaumanteilen aus Stieleiche, Rotbuche und Hängebirke, gebildet.
Ab Ende der 1990er-Jahre wurden Maßnahmen zur Verjüngung eines Teils der Heidebestände durch Mahd und Beweidung mit Skudden und später insbesondere mit Heidschnucken und Thüringer Waldziegen durchgeführt. Militärische Anlagen des ehemaligen Standortübungsplatzes wurden nach der Aufgabe des Übungsbetriebes Anfang der 1990er-Jahre bis Ende der 1990er-Jahre abgebrochen und entfernt.
Im FFH-Gebiet siedeln unter anderem Besenheide, Silbergras, Sand- und Pillensegge, Drahtschmiele, Schafschwingel, Rot- und Sandstraußgras, Landreitgras, Weiches Honiggras, Bergsandglöckchen, Rispenflockenblume, Sandstrohblume, Echtes Labkraut, Großer Knorpellattich, Bauernsenf, Frühlingsspark und Kleiner Sauerampfer.
Das Gebiet beherbergt eine große Population der Zauneidechse. Amphibien sind durch die Kreuzkröte vertreten, die sich vermutlich in den Temporärgewässern der im Südwesten an das FFH-Gebiet anschließenden Kiesgrube reproduziert. Im FFH-Gebiet wurden Vorkommen der Fledermäuse Breitflügelfledermaus, Fransenfledermaus, Zwergfledermaus und Abendsegler sowie der Vogelarten Wespenbussard, Rotmilan, Schwarzspecht, Ziegenmelker, Wiedehopf, Steinschmätzer und Heidelerche nachgewiesen. Weiterhin ist das Gebiet Lebensraum verschiedener Insekten, darunter zahlreicher Laufkäfer und Heuschrecken.